# Хризантемовое табу
Хризантемовое табу (яп. 菊タブー, Kiku tabū) — японское социальное табу на обсуждение или критику императора Японии и его семьи, особенно императора Хирохито.
Термин вошел в обиход в 1960-е годы и происходит от цветка хризантемы, находящегося на Императорской печати Японии, также называемой Печатью хризантемы.

## Обзор
До окончания Второй мировой войны (эпоха Мэйдзи, Тайсё и Сева) критика и обсуждения императора и имперской системы строго карались Старым Уголовным кодексом, поскольку они считались оскорблением его величества. Японское общество также было нетерпимо к подобной критике.
В 1925 году был принят Закон о поддержании мира, который был призван наказывать за подобную критику имперской системы. После окончания войны свобода слова получила широкое признание благодаря статье 21 Конституции Японии, а старый Уголовный кодекс, запрещавший оскорбление величества, также был отменен Верховным главнокомандующим союзных держав.
В 1960-х годах некоторые правые организации и их члены начали использовать угрозы, запугивание и насилие в попытке приостановить переходный период. В 1961 году во время инцидента правая молодежь попыталась убить издателя известного ежемесячного журнала «Тюо Корон» за публикацию сатирического рассказа, в котором император и императрица были обезглавлены. Журнал «отозвал» статью и пообещал с тех пор «саморегулироваться». Японские СМИ воздерживались от критических высказываний об императоре из-за боязни подвергнуться нападкам со стороны правых организаций. Это саморегулирование привело к тому, что критические выступления против императора и имперской системы стали рассматриваться как табу в средствах массовой информации.

## Осведомленность общественности
В 1988 году, когда император Хирохито был госпитализирован, средства массовой информации, как правило, добровольно воздерживались от показа развлекательных программ, а слова, используемые в рекламных роликах, тщательно обдумывались из-за госпитализации. Некоторые мероприятия и спортивные фестивали были саморегулируемыми по той же причине. Британская газета «The Sun» написала «Ад ждет этого по-настоящему злого императора» и «Пусть ублюдок гниет в аду», а «Daily Star» назвала императора «заходящим солнцем зла» и сравнила его с Адольфом Гитлером. Министерство иностранных дел подало жалобу через посольство Великобритании в Японии. Мичио Ватанабэ, исполнительный политик Либерально-демократической партии, сказал, что «если специальный корреспондент останется в Японии, мы должны его изгнать». Однако, когда стало известно, что его наследник, Акихито, обеспокоен тем, что «императору не хотелось бы видеть такую преувеличенную реакцию», было замечено движение «воздержания от саморегулирования».
В 2006 году, когда в сентябре отмечался день рождения принца Хисахито, блог Хиротады Ототакэ, цинично критиковавший празднование, подвергся нападению, и Ототакэ извинился. В октябре того же года подвергся критике репортер «Mainichi Shimbun», который негативно отозвался о визитах императора и императрицы в префектуру Сага. Критика прозвучала в основном в Интернете и была основана в основном на том факте, что репортер был корейцем, живущим в Японии. Количество критических замечаний со стороны многих организаций заставило «Майнити Симбуна» сделать репортеру серьёзное предупреждение.
В феврале 2007 года издательство «Коданся» решило не публиковать книгу «Принцесса Масако: узница хризантемового трона» Бена Хиллса в японском переводе. Министерство иностранных дел и Управление Императорского двора пожаловались Хиллзу, но он ответил, что «в извинениях нет необходимости, это Агентство Императорского двора должно извиняться перед императрицей». Очевидно, что японское правительство боялось критики со стороны японского народа.